# 唐大尺
唐大尺是中国古代的长度单位之一，长约29.6厘米。据万国鼎考证，“唐大尺的标准长度在0.2949米与0.2959米之间”，唐“后期渐有放长，有长到0.31米左右的”。 日本奈良正仓院藏唐尺和仿唐尺很多，对26件进行实测后，长度在29.5-29.7厘米之间。
《唐六典》第三卷规定“以北方秬黍中者一黍之广为分，十分为寸，十寸为尺，十尺为丈”
唐大尺在日本也有使用。唐代经常把镂牙尺和紫檀尺赐予大臣和外国使节。日本大宝元年颁行的大宝令规定以唐大尺日常使用，在法律上确定了唐大尺的地位。